# Stereophyllum wightii
Stereophyllum wightii là một loài rêu trong họ Stereophyllaceae. Loài này được (Mitt.) A. Jaeger mô tả khoa học đầu tiên năm 1880.